# Florença (Coronel Fabriciano)
Florença, também conhecido como Bosque Azul, é um bairro do município brasileiro de Coronel Fabriciano, no interior do estado de Minas Gerais. Localiza-se no distrito Senador Melo Viana, estando situado no Setor 4. Segundo o censo demográfico de 2022, realizado pelo Instituto Brasileiro de Geografia e Estatística (IBGE), sua população era de 550 habitantes e havia 187 domicílios particulares permanentes ocupados.
De acordo com o IBGE, em 2010 a população era de 35 habitantes e havia 22 domicílios particulares.

## História e expansão

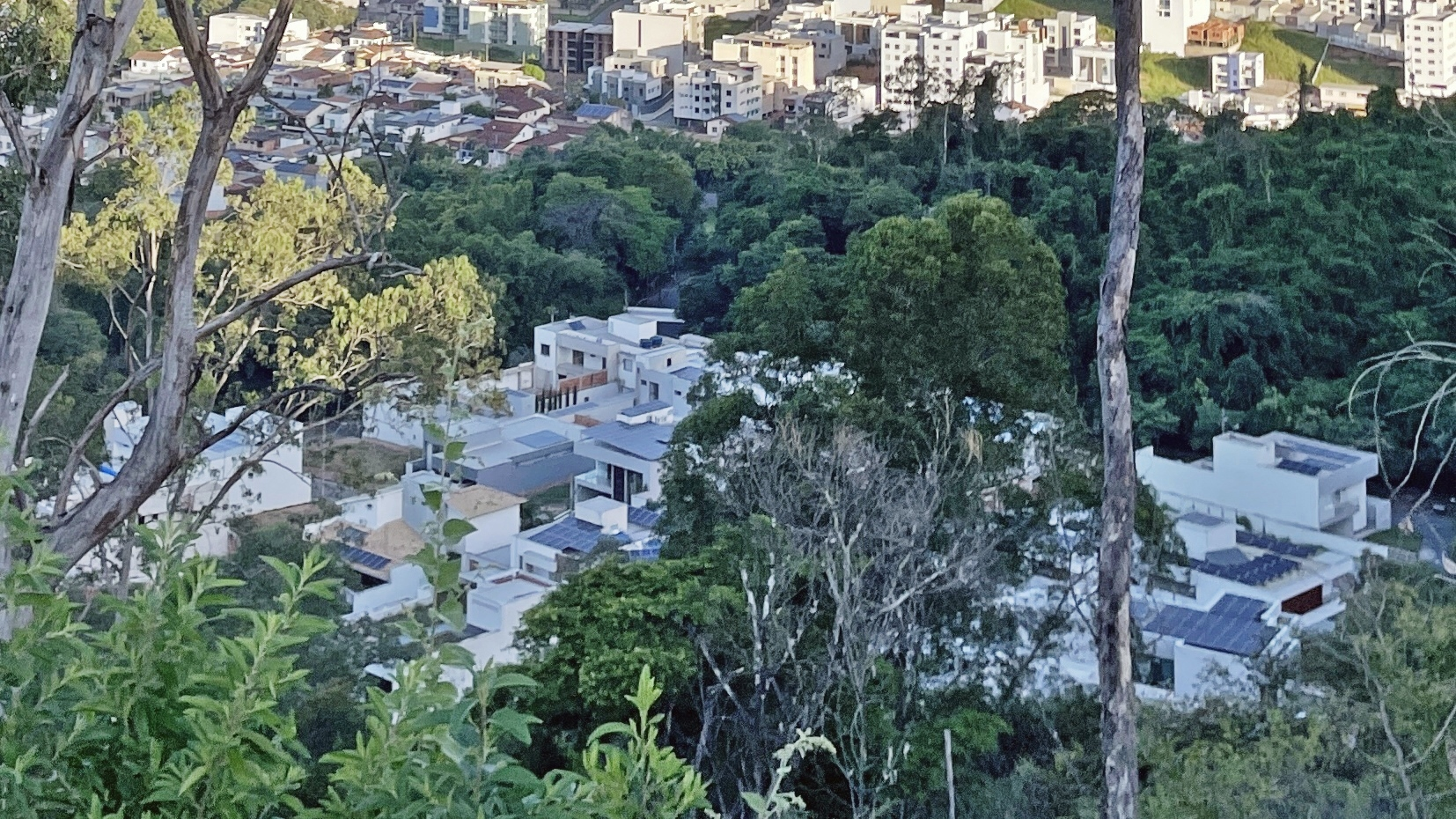
Mata ao redor do Residencial Bosque Azul (2024)

O residencial foi criado em 1983, a partir de quadras do bairro Belvedere. Trata-se de um condomínio de alto padrão que possui um dos metros quadrados mais caros de Coronel Fabriciano. Está localizado no entorno da Área de Proteção Ambiental (APA) da Biquinha, em meio a uma área verde que faz divisa com os bairros Belvedere e São Domingos.
Em 2024, o Diário do Aço divulgou a existência de um projeto de expandir a área do residencial, com a supressão da mata no entorno para ceder espaço a um loteamento de cerca de 200 mil m². Com isso, houve temor por parte da população, inclusive de moradores do Bosque Azul, de que essa expansão ameace a APA da Biquinha, o que gerou protestos em defesa da conservação da área verde. Contudo, segundo a prefeitura, o parcelamento do solo já está autorizado e as áreas pretendidas não possuem características que justifiquem proteção.